# Luci Ceseci Flavus
Luci Ceseci Flau (llatí: Lucius Caesetius Flavus) va ser un magistrat i polític romà del segle i aC.
Era tribú de la plebs l'any 44 aC. Juli Cèsar el va destituir perquè juntament amb el seu col·lega al tribunat, Gai Epidi Marul, havia tret totes les corones de les estàtues de Cèsar i havia empresonat a una persona que havia saludat Cèsar com a rei. Va perdre el càrrec i el seu lloc al senat. Cèsar va demanar al pare de Flavus que el desheretés, però el pare s'hi va negar, dient que preferia perdre els seus tres fills que marcar-los amb la infàmia. Als següents comicis, amb Cèsar ja mort, va tenir molts vots, ja que el seu enfrontament amb Cèsar l'havia fet popular.